# Karl Adolf Lorenz
Pour les articles homonymes, voir Lorenz.
Karl Adolf Lorenz (né le 13 août 1837 à Köslin et mort le 3 mars 1923 à Stettin ; également Carl Adolf Lorenz) est un chef d'orchestre, compositeur et professeur de musique allemand.

## Biographie
Lorenz grandit d'abord à Köslin et est arrivé à Stettin à l'âge de 16 ans, où il étudie au lycée de l'abbaye Sainte-Marie et suit en même temps des cours de musique auprès du compositeur Heinrich Triest (de). À partir de 1857, il étudia à l'Université Frédéric-Guillaume de Berlin et y obtient son doctorat en 1861. Parallèlement, il poursuit des études musicales et est l'élève de Siegfried Dehn et Friedrich Kiel. Viennent ensuite plusieurs postes de direction, par exemple au sein du chœur Meixner à Berlin et, à partir de 1864, au club de musique de Stralsund. En 1866, Lorenz succède à Carl Loewe comme directeur musical de la ville de Stettin et travaille en même temps comme organiste, professeur de chant au lycée et chef de chœur de musique et de professeurs. Nommé professeur royal en 1885, Lorenz prend sa retraite en 1910.
Lorenz compose les oratorios Winfried (1888), Otto der Große (1890), Krösus (1892), Jungfrau von Orleans (1895), Golgotha op. 65, Das Licht op. 80 (1907) et Hymne an die Kunst pour solistes et chœur et orchestre opus 25. Ses œuvres comprennent également les deux opéras Harald und Theano (1893) et Die Komödie der Irrungen opus 40, une Sinfonie Es-Dur opus 74, le Klaviertrio Es-Dur opus 12, ainsi que plusieurs motets, orgue œuvres et chansons, trios, chansons scolaires et cours de chant scolaire. Sous le pseudonyme de Moritz, il met plusieurs farces de Max und Moritz de Wilhelm Busch sur de la musique pour piano et voix.
Lorenz est citoyen d'honneur de sa ville natale et il y a une plaque commémorative sur sa ville natale. Une rue de Köslin et une rue de Stettin portaient son nom.

## Publications
- Einer und bald keiner. Lebenserinnerungen. Mallin, Stargard in Pommern, 1917.